# Шлях виховання й навчання
«Шлях виховання й навчання» (до 1930 «Шлях навчання і виховання») — педагогічно-методичний місячник, з 1934 квартальних виховних проблем, виходив у Львові 1927—1939, спершу як додаток до «Учительського Слова», з 1930 самостійний ж. з додатком (з 1931) «Методика і шкільна практика», що з 1934 став додатком до «Учительського Слова». «Ш. В. й Н.», поряд праць на теми метод і засобів сучасного виховання в нар. школах, містив дидактично-методичні зразкові лекції на теми всіх шкільних предметів. Серед ред. і співр. були визначні педагоги того часу: П. Біланюк, М. Возняк, А. Домбровський, А. Зелений, Д. Козій, Я. Кузьмів, І. Кухта, В. Метельський, П. Мечник, Є. Пеленський, Д. і І. Петрів, С. Русова, В. Сімович, С. Сірополко, Д. Сокульський, І. Стронський, І. Старчук, М. Таранько, І. Филипчак, Іван Ющишин та ін.
«Ш. В. й Н.» видавала Взаємна Поміч Укр. Вчительства; поява ж. припинилася з поч. другої світової війни.